# Закон об освобождении Ирака
Закон об освобождении Ирака 1998 года — это политическое заявление Конгресса Соединенных Штатов, в котором говорится, что «политикой Соединённых Штатов должна быть поддержка усилий по отстранению режима, возглавляемого Саддамом Хусейном, от власти в Ираке». Он был подписан президентом Биллом Клинтоном и гласит, что политикой Соединённых Штатов является поддержка демократических движений в Ираке. Этот закон был процитирован в октябре 2002 года в качестве аргумента в пользу санкционирования применения военной силы против Ирака.
Автором законопроекта выступил представитель Бенджамин А. Гилман (республиканец, Нью-Йорк-20), а соавтором — представитель республиканцев Кристофер Кокс. Законопроект был представлен как HR 4655 29 сентября 1998 года. Палата представителей приняла законопроект 360-38 5 октября, а Сенат принял его с единогласного согласия два дня спустя. Президент Клинтон подписал Закон об освобождении Ирака 31 октября 1998 года.

## Выводы и декларация политики
Закон установил, что в период с 1980 по 1998 год Ирак:
1. совершил различные и существенные нарушения международного права,
2. не выполнил обязательства, на которые согласилась после войны в Персидском заливе
3. и далее игнорировал резолюции Совета Безопасности Организации Объединённых Наций.

В этом законе провозглашалось, что политика Соединённых Штатов заключается в поддержке «смены режима». Закон был принят 360-38 в Палате представителей США и по единогласному согласию в Сенате. Президент США Билл Клинтон подписал закон 31 октября 1998 года. Заявленной целью закона было: «создать программу поддержки перехода к демократии в Ираке». В частности, Конгресс сделал выводы о прошлых военных действиях Ирака в нарушение международного права и о том, что Ирак отказал во въезде инспекторам Специальной комиссии Организации Объединённых Наций по Ираку (ЮНСКОМ) в свою страну для проверки на наличие оружия массового уничтожения. Конгресс постановил: «Политикой Соединённых Штатов должна быть поддержка усилий по отстранению режима, возглавляемого Саддамом Хусейном, от власти в Ираке и содействие появлению демократического правительства на смену этому режиму». 16 декабря 1998 года президент Билл Клинтон санкционировал операцию «Пустынный лис», крупную четырёхдневную кампанию бомбардировок иракских объектов.

Президент Клинтон заявил в феврале 1998 г.:
Ирак признал, среди прочего, возможность ведения наступательной биологической войны, в частности, 5000 галлонов ботулина, вызывающего ботулизм; 2000 галлонов сибирской язвы; 25 боеголовок «Скад» с биологическим наполнением; и 157 авиабомб. И я мог бы сказать, что инспекторы ЮНСКОМ считают, что Ирак на самом деле значительно занизил свое производство. …
За последние несколько месяцев, по мере того как [инспекторы по вооружениям] подходили все ближе и ближе к уничтожению оставшегося ядерного потенциала Ирака, Саддам предпринял ещё один гамбит, чтобы помешать их амбициям, навязав инспекторам изнурительные условия и объявив ключевые объекты, которые до сих пор не были проверены, закрытыми для посещения. …
Очевидно, что здесь предпринята попытка, основанная на всей истории этой операции с 1991 года, защитить все, что осталось от его способности производить оружие массового уничтожения, ракеты для его доставки и запасы сырья, необходимые для их производства. Инспекторы ЮНСКОМ считают, что у Ирака все ещё есть запасы химических и биологических боеприпасов, небольшое количество ракет типа «Скад» и возможность быстро возобновить свою производственную программу и создать ещё много-много оружия. …
Теперь давайте представим будущее. Что, если он не подчинится, а мы не будем действовать, или мы выберем какой-нибудь двусмысленный третий путь, который даст ему ещё больше возможностей развивать эту программу создания оружия массового уничтожения и продолжать настаивать на отмене санкций и продолжать игнорировать торжественные обязательства, которые он взял на себя? Что ж, он придет к выводу, что международное сообщество утратило свою волю. Затем он придет к выводу, что может идти дальше и делать больше для восстановления арсенала разрушительных действий. И когда-нибудь, каким-то образом, я гарантирую вам, что он воспользуется этим арсеналом. …

— Президент Клинтон ~ 1998

## Поддержка групп, выступающих против Хусейна
Этот закон требовал от президента назначить одного или нескольких квалифицированных получателей помощи, при этом основным требованием было противодействие нынешнему режиму Саддама Хусейна. Согласно Закону, такие группы должны включать широкий спектр иракских лиц, групп или и тех, и других, которые выступают против режима Саддама Хусейна и привержены демократическим ценностям, мирным отношениям с соседями Ирака, уважению прав человека, поддержанию территориальной целостности Ирака и укреплению сотрудничества между демократическими противниками режима Саддама Хусейна. 4 февраля 1999 года президент Клинтон определил семь групп, имеющих право на получение помощи в соответствии с Законом. (см. Примечание к 22 U.S.C. 2151 и 64 Fed. Reg. 67810). Среди групп, имевших такое право, были:
1. Национальное согласие Ирака,
2. Иракский национальный конгресс,
3. Исламское движение Иракского Курдистана,
4. Демократическая партия Курдистана,
5. Движение за конституционную монархию,
6. Патриотический союз Курдистана,
7. Верховный исламский совет Ирака.

Закон уполномочивал президента оказывать помощь всем таким группам: радиовещательную помощь (для радио- и телевещания), военную помощь (обучение и оборудование) и гуманитарную помощь (для лиц, спасающихся от Саддама Хусейна). Закон конкретно отказался предоставить президенту полномочия использовать Военную силу США для достижения заявленных целей, за исключением случаев, разрешенных Законом в разделе 4 (a) (2)) при выполнении этого Закона.
В ноябре 1998 года президент Клинтон заявил, что «имеются неопровержимые доказательства того, что такие изменения не произойдут при нынешнем руководстве Ирака».

## Размышления об Ираке после Хусейна
В Законе предусматривалась будущая потребность в трибуналах по военным преступлениям в Ираке, в котором говорилось: «Конгресс настоятельно призывает Президента призвать Организацию Объединённых Наций учредить международный уголовный трибунал с целью предъявления обвинений, судебного преследования и заключения в тюрьму Саддама Хусейна и других иракских должностных лиц, которые несут ответственность за преступления против человечности, геноцид и другие преступные нарушения международного права».

Также было изложено обобщенное заявление о политике в отношении Ирака после Хусейна, в котором говорилось:
Конгресс считает, что после отстранения режима Саддама Хусейна от власти в Ираке Соединённые Штаты должны поддержать переход Ирака к демократии, оказав немедленную и существенную гуманитарную помощь иракскому народу, оказав помощь в переходе к демократии иракским партиям и движениям с демократическими целями и созвав иностранных кредиторов Ирака для разработки многостороннего ответа на внешний долг Ирака, понесенный режимом Саддама Хусейна.

## Предвестник войны
Президент Джордж У. Буш, последовавший за Клинтоном, часто ссылался на Закон об освобождении Ирака и его выводы, утверждая, что администрация Клинтона поддерживала смену режима в Ираке — и, более того, что она считала, что Ирак разрабатывает оружие массового уничтожения. Этот закон был приведен в качестве основы поддержки в разрешении Конгресса на применение военной силы против Ирака в октябре 2002 года.